# Enmerkar
Enmerkar auch En-merkar war um das Jahr 2750 v. Chr. Herrscher von Uruk. Dem Mythos nach soll er Uruk nach der großen Sintflut wieder erbaut haben, aus diesem Grund gilt er als Begründer der Stadt Uruk. Der Legende nach soll er einen Boten in das Land Aratta entsandt haben, um den arattäischen Herrschers Ensuh-keshdanna aufzufordern, sich ihm zu unterwerfen.
Ihm folgte wohl sein Sohn Lugal-banda auf den Thron. Er soll auch der Großvater des sagenhaften Königs Gilgamesch sein, von dem das Gilgamesch-Epos handelt.